# Luis Fernando Intriago Páez
Luis Fernando Intriago Páez (Guaiaquil, Equador, 1956) é um padre secularizado de Guayaquil que foi pároco da Igreja de Nossa Senhora de Czestochowa de 1996 a 2013, quando foi demitido de suas funções sacerdotais pela Arquidiocese de Guayaquil após terem sido ouvidas denúncias de abuso sexual. e torturar menores de idade por uma prática não reconhecida pela igreja, um ritual chamado por Intriago como a dinâmica do pecado.
Ele também é conhecido por ser um líder pró-vida contra o aborto e por ter trazido para o Equador o Movimento Católico da Vida Cristã, fundado por Luis Fernando Figari, que também é acusado de abuso sexual de menores.

## Biografia

### Início da vida e educação
Luis Fernando Intriago Páez nasceu em 1956 na cidade de Guayaquil, Equador, e é o segundo de quatro irmãos. Ele se formou na Unidade Educacional Javier, uma escola em Guayaquil com formação jesuítica.
A partir dos 18 anos, Intriago visitou com frequência o Santuário de Schoenstatt, em Guayaquil, e aproximou-se da devoção católica por fazer parte de um grupo cristão durante oito anos.

### Vida adulta
Em sua juventude, ele era extrovertido e sociável, gostava de conversar muito, ia frequentemente a festas com seus amigos e surfava em Montañita e em outros lugares da península de Santa Elena. Quando tinha 26 anos e estava prestes a terminar sua carreira de engenheiro civil e estava prestes a casar com sua namorada, Intriago sentiu-se "invadido por uma solidão misturada ao vazio" e, pouco tempo depois, em visita ao Santuário de Schoenstatt Depois de alguns minutos de reflexão, ele saiu convencido a entregar sua vida ao sacerdócio.

### Vida sacerdotal

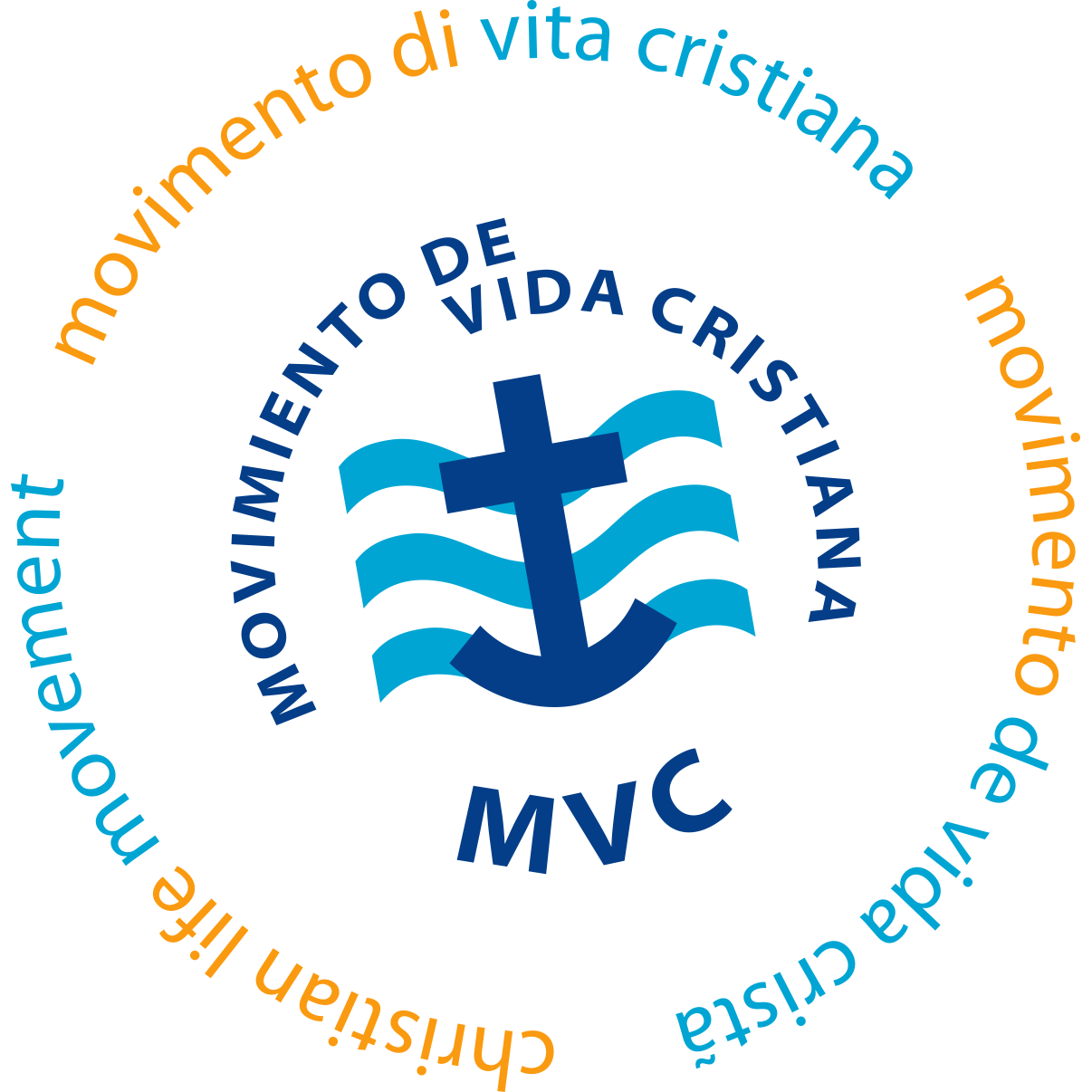
Logo do Movimento da Vida Cristã

Intriago estava nas paróquias dos bairros de Urdesa e La Alborada de Guayaquil. Desde 1996 foi pároco da Igreja de Nossa Senhora de Czestochowa, onde exerceu o sacerdócio e organizou as procissões da Semana Santa, com grupos religiosos como a Legião de Maria. , Montanha Clara, Movimento Carismático, Casamento para Cristo, Vida Cristã, entre outros.
Em 2002, Intriago levou o grupo católico Movimiento de Vida Cristiana (MVC) ao Equador, que faz parte da sociedade de vida apostólica Sodalicio de Vida Cristiana, nascida no Peru e fundada pelo leigo católico de Lima Luis Fernando Figari. Intriago Ele foi assistente espiritual do grupo católico, onde deu conselhos aos jovens de Guayaquil, que até 2005 tinham mais de 1.500 membros.

## Escândalo de abuso sexual e tortura de menores

### Plano de fundo
Em 2003, ele foi repreendido repetidamente pela Congregação para a Doutrina da Fé por "comportamento homossexual ativo". As repreensões foram feitas novamente em 2009 por causa do escândalo que alguns dos fiéis causaram seus encontros noturnos contínuos com os jovens. menores.

### Precedentes
Ele foi acusado de abuso sexual e tortura de menores por meio de uma prática não reconhecida pela Igreja Católica, chamada de "dinâmica do pecado", de modo que em 2013 o arcebispo Antonio Arregui o suspendeu de suas atividades sacerdotais. Conheceu em Lima o fundador do Movimento da Vida Cristã, Luis Fernando Figari (também acusado de abuso sexual de menores), com quem fez amizade e para o qual Intriago trouxe o grupo católico para o Equador.

### A dinâmica do pecado

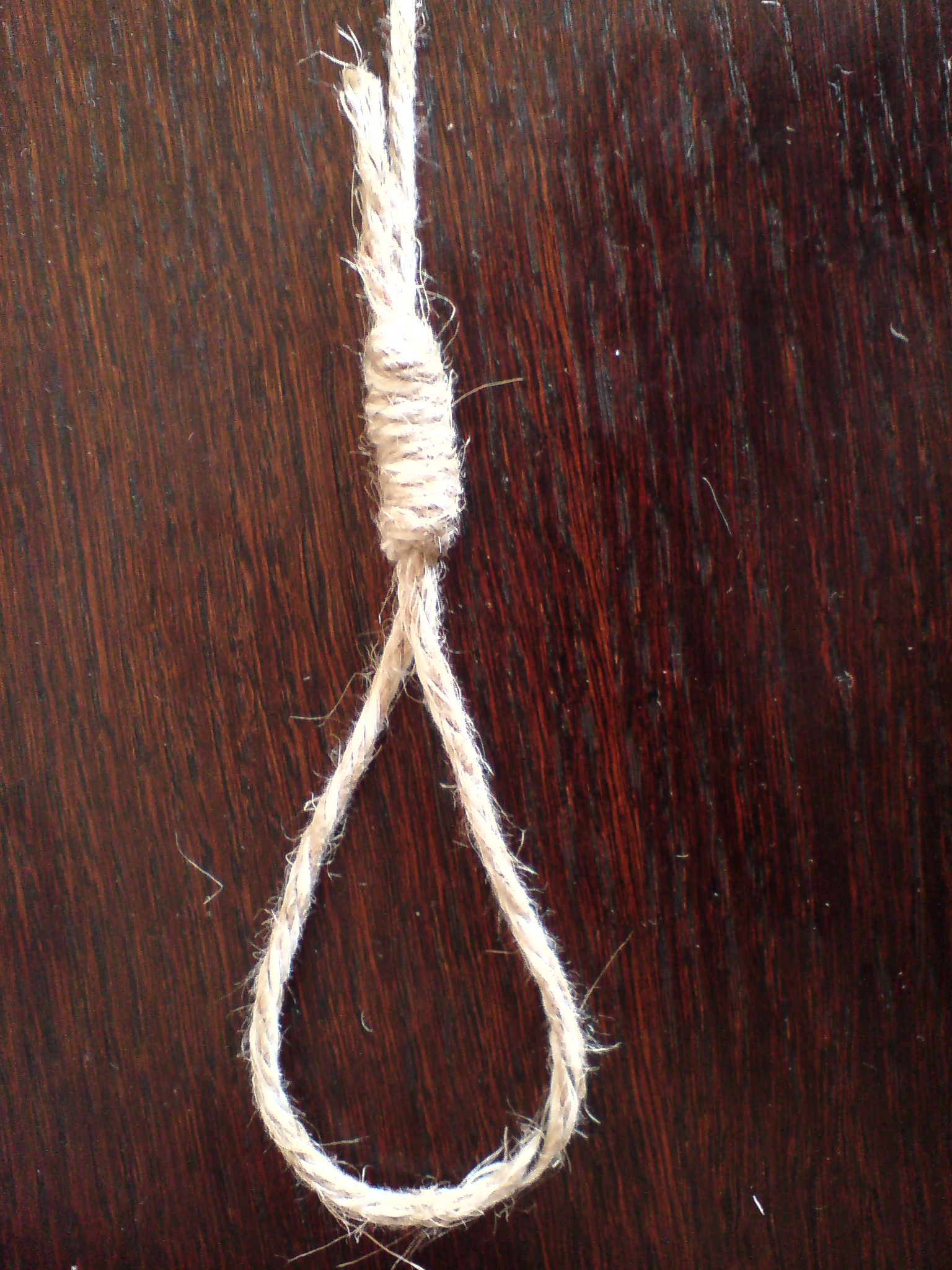
A corda é um dos inplementos usados por Intriago em seu "Dynamic of Sin" para amarrar e pendurar menores abusados para imobilizá-los durante a tortura.

Luis Fernando Intriago Páez foi acusado desde 2013 por abuso sexual e tortura de menores, que com astúcia manipulado em acreditar que eles foram os escolhidos, ungidos, que mudariam o mundo e uma voz celestial tinha feito saber.
Depois de convencê-los de que eram especiais e tendo mergulhou em suas vidas privadas para saber como ganhar a sua confiança, como sempre escolheu de preferência a meninos com família, econômica, emocional ou ter parentes com problemas de doenças incuráveis, porque com estas características os jovens são mais propensos a ser manipulados, propôs-lhes realizar as chamadas dinâmica do pecado, que consistia em uma série de eventos e sessões que vão desde o mais leve ao mais fuerte.
Neste rito Intriago cumpriu o papel do Diabo e do mundo, e menor cumpriu o papel de si mesmo como um católico cristão que iria lutar contra o mundo e teria de sentir o dano e dor causada pelo pecado. É assim que o menor foi despojado de suas roupas até que ela estava nu ou nu, com os olhos vendados, mãos e pés amarrados, pendurado em um cano e sofreu uma série de tortura, incluindo espancamentos e choques elétricos. Além disso, Intriago passou seu rosto barba arranhado e corpo jovem, aplicado chaves lutando, deitado em cima de esmagar tudo isto ele fez, enquanto ele também estava nu, tendo contato físico e atrito de piel.
Depois de terminar uma sessão lhes disse que esta era a fim de melhorar o mundo, melhorar as suas vidas, a saúde de uma família em estado grave, entre outros problemas que possam estar acontecendo, e sempre deixá-los claro que este eles tinham que manter isso em segredo, só deveria ser entre Intriago, o menor abusado e Deus. Ele justificou esse segredo com frases como "o que a sua mão esquerda não conhece a sua mão direita, porque ela não entenderia".

### Reclamação
Em 2013, o primeiro a denunciar Intriago por esses atos foi Juan José Bayas, que na época tinha 23 anos, mas os atos de abuso e tortura que ele disse ter sofrido com a dinâmica do pecado foram quando tinha 15 anos de idade.